# Echinophora cinerea
Echinophora cinerea là một loài thực vật có hoa trong họ Hoa tán. Loài này được (Boiss.) Hedge & Lamond mô tả khoa học đầu tiên năm 1978.